# Superlove
Pour la chanson 2012 d'Avicii et de Lenny Kravitz voir Superlove
Pour plus de détails, voir Fiche technique et Distribution.
Superlove est un film français réalisé par Jean-Claude Janer, sorti en 1999.

## Fiche technique
- Titre  original : Superlove
- Réalisateur : Jean-Claude Janer
- Scénariste : Hélène Angel, Agnès de Sacy et Jean-Claude Janer
- Producteur : Étienne Comar et Jean Cottin
- Musique du film :  Julien Baer
- Directeur de la photographie : Mário Barroso
- Montage :  Valérie Loiseleux
- Distribution des rôles : Stéphane Zito
- Création des décors : Javier Po
- Création des costumes : Catherine Rigault
- Société de production :  Canal+, CNC , Playtime, Procirep
- Société de distribution : Playtime
- Pays d'origine :  France
- Durée : 88 minutes
- Date de sortie : 
  -  France : 9 juin 1999

## Distribution
- Grégoire Colin : Mario
- Isabelle Carré : Marie-Hélène
- Carmen Maura : Teresa
- Marthe Villalonga : Mamie Doradée
- Luis Rego : Maurice
- Arnaud Binard : Stéphane
- Catherine Hosmalin : La mère de Willy
- Michèle Moretti : Simone Rosin